# Euphorbia elegantissima
Euphorbia elegantissima är en törelväxtart som beskrevs av Peter René Oscar Bally och Susan Carter. Euphorbia elegantissima ingår i släktet törlar, och familjen törelväxter. Inga underarter finns listade i Catalogue of Life.

## Bildgalleri

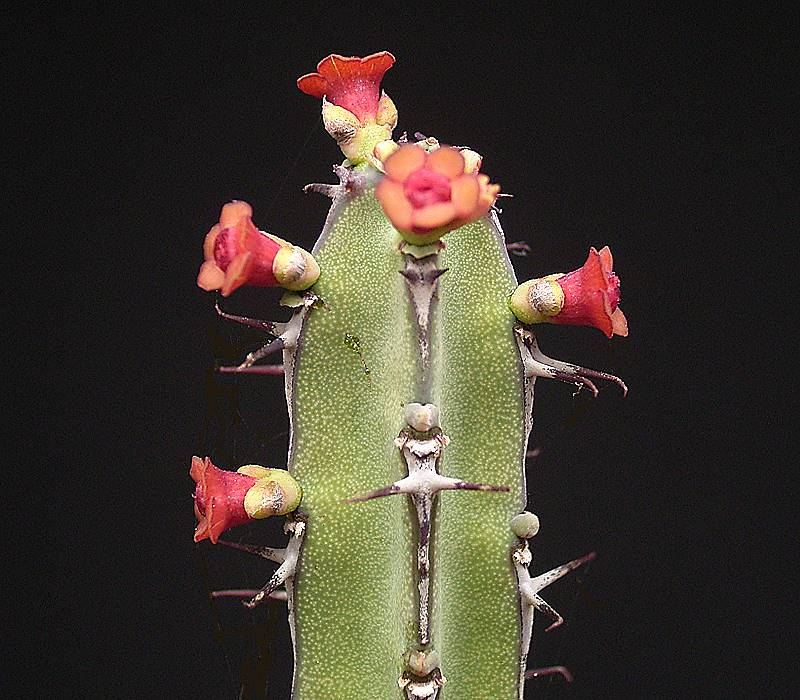